# Církev Dobrého pastýře v Indii
Církev Dobrého pastýře je celosvětové církevní společenství, které se zaměřuje zejména na misijní a humanitární práci.

## Historie
Církev byla založena v Beverly Hills roku 1923. První farnost byla založena konkrétně 12. prosince onoho roku, o rok později vzniklo 18 dalších. Tato komunita je součástí Anglikánského společenství, ale má dobře vybudované jméno jako církevní společenství konající výraznou humanitární práci, a to zejména v Indii.